# Kristinn Hafliðason
Kristinn Hafliðason (3 giugno 1975) è un ex calciatore islandese, di ruolo centrocampista.

## Carriera

### Club
Hafliðason vestì la maglia del Víkingur, prima di trasferirsi al Fram Reykjavík. Fu poi in forza allo ÍBV Vestmannæyja, per poi tentare un'esperienza nelle file dei norvegesi del Raufoss. Esordì nella squadra, all'epoca militante nella 1. divisjon, in data 30 aprile 2000: fu titolare nella vittoria per 1-2 sul campo dello HamKam. A metà del 2001, fece ritorno in patria per giocare nel KR Reykjavík. Giocò poi per il Þróttur e per il Valur.

### Nazionale
Conta 6 presenze per l'Islanda under 21. Disputò un'unica partita per la Nazionale maggiore, in occasione della vittoria in amichevole sul Kuwait, con il punteggio di 0-1.